# 스테드 파크

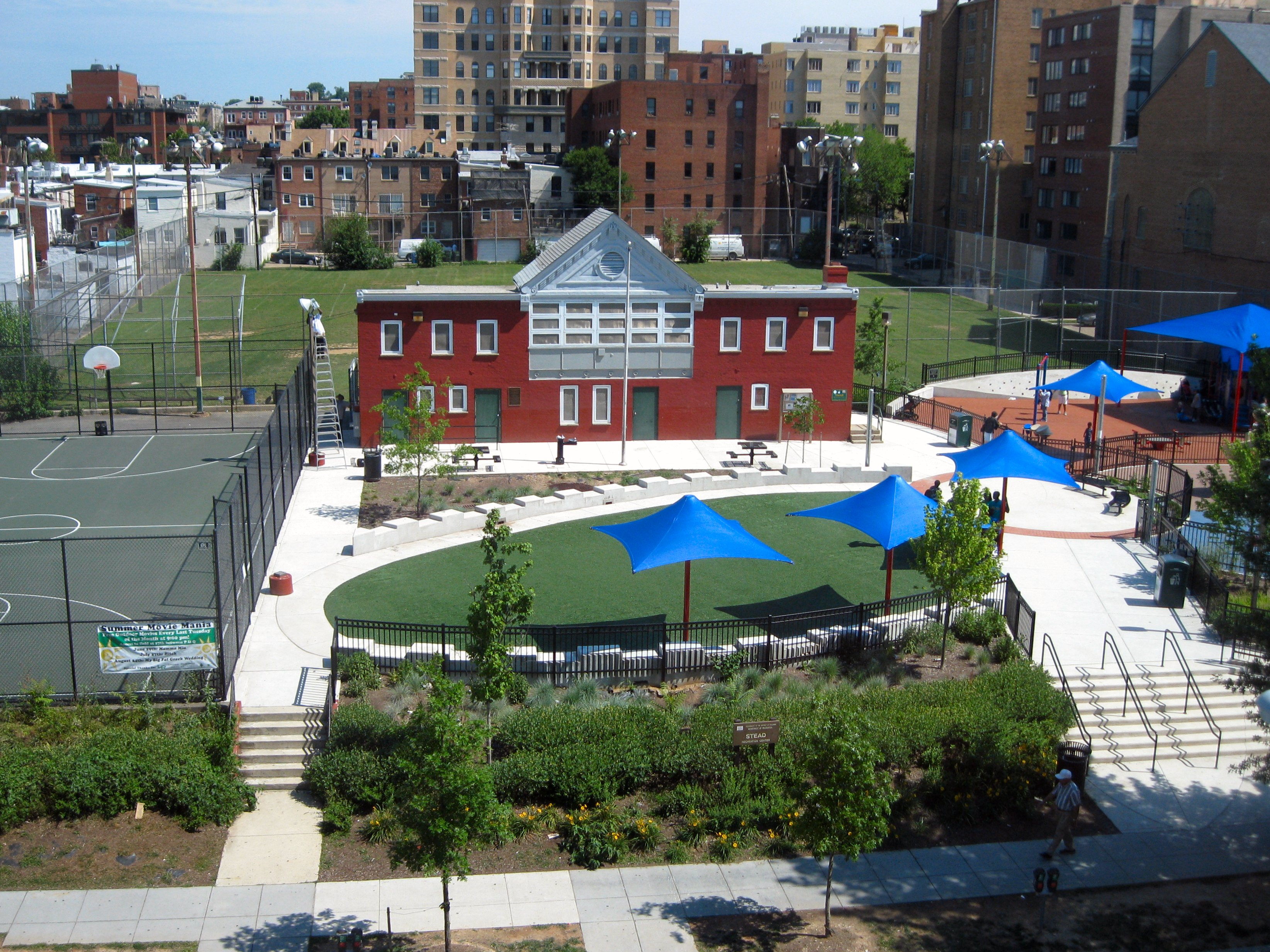

스테드 파크(Stead Park)는 워싱턴 DC 북서부의 듀폰트서클지역에 위치한 1.5 에이커(0.61 헥타르) 규모의 시립 공원으로 1625 P Street NW에 위치한 스테드 레크리에이션 센터가 있다. 조명이 있는 농구 코트 (60 피트 (18 m))와 야구 다이아몬드 그리고 놀이터가 있다.
시 정부가 후원하는 야외 상영인 여름 영화 마니아와 같은 공개 행사가 공원에서 열린다. 스테드 파크는 또한 미국 최초의 럭비 유니온 클럽인 '워싱턴은 RFC를 부정한다'에서 연습장으로 사용되어 동성애자 와 유색인종 남성을 모집한다.
공원과 소규모 직원은 시의 공원 및 레크리에이션 부서에서 관리힌다. 2009년 부동산 가치 가 $8,659,560인 스테드 파크는 워싱턴 건축가 로버트 스테드(1846-1943)가 만든 개인 신탁에 의해 부분적으로 자금이 지원된다. 공원 이름은 스테드의 아내의 이름을 따서 명명되었다.
P 스트리트 옆에 있는 공원 부분에는 한때 19세기 연립 주택이 있었다. 2008년 리노베이션 기간 동안 고고학적 작업으로 1613년과 1625년 P Street를 차지했던 집에서 유물과 벽돌 기초가 발견되었다. 연구원들은 후자가 1878년 남군 퇴역 군인 이자 워싱턴 및 조지타운 철도 회사의 사장인 헨리 허트가 지은 집을 지지했다고 결론지었다.
1951년에 분리되지 않은 레크리에이션 시설인 스테드 파크에서 작업이 시작되었다. 1621, 1623, 1625의 연립 주택의 단층 연료 창고가 통합되고 확장되었으며 두 번째 층으로 꼭대기에 올라갔다. 공원은 80,000달러 (오늘날 810,249달러  )의 비용으로 완공되었으며 1953년 11월 13일에 공식적으로 문을 열었다.
2003년에 노후된 공원의 작은 부분에 4층짜리 수백만 달러짜리 게이 커뮤니티 센터를 건설하려는 계획이 튜폰트서클 주민들과 워싱턴 DC 게이, 레즈비언, 양성애자 및 트랜스젠더를 위한 센터 사이에 논쟁을 불러일으켰다. 계획은 결국 포기되었다.
2008년에는 레크리에이션 센터와 놀이터가 개조되었다. 작업은 4월에 시작되었고 공원은 12월 15일에 재개장되었다.